# Ефремова, Ирина Алексеевна
Ири́на Алексе́евна Ефре́мова (укр. Ірина Олексіївна Єфремова; род. 26 марта 1959, Харьков) — украинский юрист и политик, народный депутат ВР VIII созыва от партии «Народний фронт», член ЦИК Украины.

## Биография
Окончила Харьковский педагогический институт им. Г. Сковороды (1988, специальность — учитель русского языка и литературы), Украинскую национальную академию им. Я. Мудрого (2003, специальность — правоведение), Харьковский региональный институт государственного управления при Президенте Украины (2008, магистр государственного управления), Харьковский национальный университет внутренних дел МВД Украины (2017, кандидат юридических наук).
Работала секретарём судебного заседания в харьковском Ленинском народном суде. В 1978 переехала в г. Змиёв Харьковской области, где работала в школе-интернате, Чемужовской средней школе Змиёвского района, в Змиёвском районном исполкоме, Змиёвской районной государственной администрации (начальник отдела по вопросам семьи и молодёжи).
В 2002—2005 годах — юрист в частной фирме «Кредо» (Змиевской район). В 2005—2010 — председатель Печенежской районной государственной администрации. С 2010 — заместитель директора Института региональной политики.
В 2015 году Ирина Ефремова заняла первое место в рейтинге самых влиятельных женщин Харьковской области, который был составлен Центром политического консалтинга.

## Награды
- Орден княгини Ольги II степени (2017)[4]
- Орден княгини Ольги III степени
- Орден Великомученицы Варвары
- Орден Великомученицы Екатерины I степени
- Орден Великомученицы Екатерины II степени
- Орден «К 1020-летию Крещения Руси»
- Орден «Деловой человек Украины 2007 года»
- Почётный гражданин Харьковской области (2020)[5].